# Septimius Severus

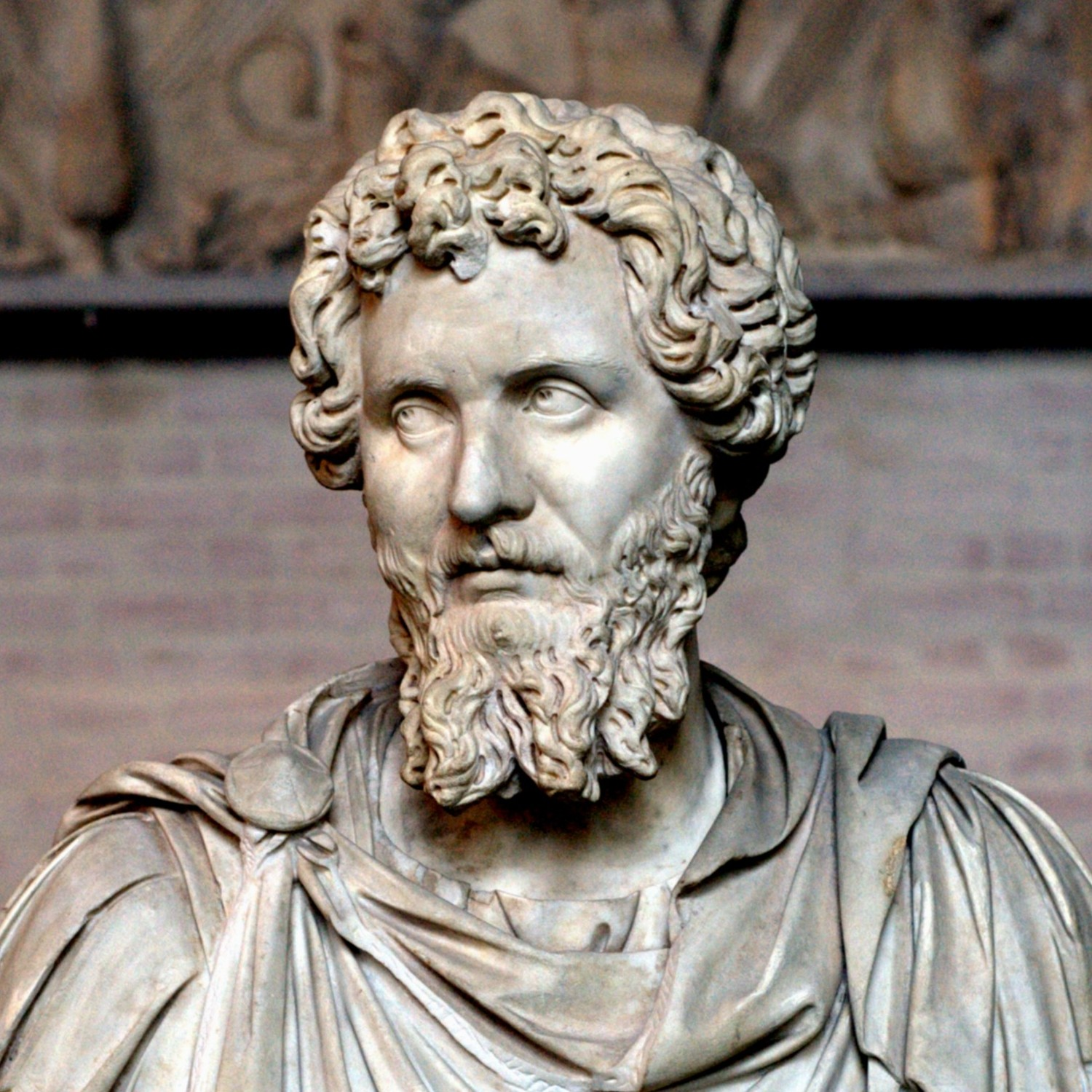
Septimius Severus, Büste in der Münchner Glyptothek

Lucius Septimius Severus Pertinax (* 11. April 146 in Leptis Magna im heutigen Libyen; † 4. Februar 211 in Eboracum, heute York) war römischer Kaiser vom 9. April 193 bis zum 4. Februar 211. Er war derjenige Thronprätendent des zweiten Vierkaiserjahres 193, der sich im Bürgerkrieg durchsetzte und die Dynastie der Severer begründete.

## Leben

### Aufstieg zum Kaiser
Geboren wurde Septimius Severus in Leptis Magna in der Provinz Africa als Sohn des Publius Septimius Geta und der Fulvia Pia. Er hatte einen Bruder, der ebenfalls Publius Septimius Geta hieß.
Seine Familie war gründlich romanisiert, gehörte dem römischen Ritterstand an und war offenbar wohlhabend, wobei sie neben Besitzungen in Africa über drei Landgüter in der Nähe von Rom verfügte.  Septimius sprach auch Punisch, beherrschte aber bereits seit seiner Kindheit die beiden großen Sprachen des Imperiums, Latein und Griechisch, und befasste sich auch mit der griechischen und lateinischen Literatur. Bei seinen ersten Reden im Senat soll er noch wegen seines „punischen“ Akzents verspottet worden sein; zwar legte sich dies später offenbar, doch soll sein Latein angeblich bis zuletzt eine „afrikanische“ Färbung gehabt haben. Offenbar boten seine Wurzeln in der Provinz seinen Feinden also Anlass zum Spott. Die in populärwissenschaftlichen Veröffentlichungen manchmal erhobene Behauptung, er sei sogar subsaharischer Herkunft gewesen, findet allerdings keinen Rückhalt in den Quellen; Severus kann in jedem Fall als Römer gelten. Zur weiteren Ausbildung ging er nach Rom. Obwohl er zuvor nicht die für künftige Senatoren eigentlich obligatorische militärische Laufbahn als tribunus militum absolviert, sondern eine juristische Ausbildung durchlaufen hatte, wurde er aufgrund der Fürsprache eines seiner Verwandten von Kaiser Mark Aurel zu einer senatorischen Ämterlaufbahn zugelassen und im Rahmen einer adlectio 169 in den Senat aufgenommen.
Severus absolvierte in der Folgezeit den klassischen cursus honorum: 170 war er quaestor in Rom, im Jahr darauf in Sardinien. 173/174 war er legatus proconsulis provinciae Africae, anschließend wurde er auf kaiserliche Empfehlung Volkstribun, 178 Praetor und anschließend Legat (und damit Kommandeur) der Legio IIII Scythica. Danach verbrachte er einige Zeit in Athen. 190 wurde er Suffektkonsul, gemeinsam mit Apuleius Rufinus, dies laut der Historia Augusta auf ausdrücklichen Wunsch des Kaisers Commodus, und erhielt im Jahr darauf vom Kaiser den Befehl über die Legionen in der Provinz Pannonien. Davon, dass er militärische Operationen befehligt hätte, ist nichts bekannt. Wahrscheinlich wurde das Kommando dem militärisch völlig unerfahrenen Mann aus ebendiesem Grunde übertragen, da (irrtümlich) angenommen wurde, dass von ihm keine Usurpation zu befürchten sei. Wohl seit 187 war Septimius Severus in zweiter Ehe mit der aus Syrien stammenden Aristokratin Julia Domna verheiratet, mit der er zwei Söhne hatte, den 188 geborenen Caracalla und den 189 geborenen Geta. Zuvor war er seit etwa 175 mit der aus Africa stammenden Paccia Marciana verheiratet gewesen, die um 185 gestorben war. Aus dieser Ehe soll Severus der Historia Augusta zufolge zwei Töchter gehabt haben, was aber zweifelhaft ist.

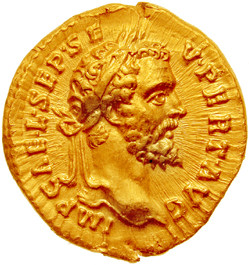
Ein Aureus des Septimius Severus aus dem Jahr seiner Erhebung zum Kaiser

Nach der Ermordung von Commodus’ Nachfolger Pertinax in Rom am 28. März 193 wurde Severus in Carnuntum am 9. April von den pannonischen Truppen zum Kaiser ausgerufen. Die Lage im Reich war verworren: In Rom hatte sich nach Pertinax’ Tod Didius Julianus das Amt des Kaisers von den Prätorianern erkauft, doch konnte sich Septimius auf die Mehrheit der Legionen im Reich stützen. Mutmaßlich hatte er bereits unter Pertinax die Usurpation geplant, denn es ist unwahrscheinlich, dass er ein solches Unternehmen in so kurzer Zeit – er kann frühestens um den 7. April vom Tod des Pertinax erfahren haben – begonnen haben sollte: Zunächst muss er sich der Unterstützung der Donaulegionen versichert haben, was zweifellos einige Zeit in Anspruch genommen hatte. Septimius überquerte jedenfalls die Alpen, um Rom ohne Widerstand einzunehmen; Didius Julianus, der ihm zuletzt eine geteilte Herrschaft angeboten hatte, war bereits vor seiner Ankunft ermordet worden. Septimius löste die alte Prätorianergarde auf und ersetzte sie durch eine neue, ihm loyale Garde, deren Soldaten ein hohes Donativum erhielten. Dies markierte einen Einschnitt, denn während die Prätorianer zuvor 200 Jahre lang stets ausschließlich in Italien und einigen wenigen besonders stark romanisierten Provinzen (wie der Baetica) rekrutiert worden waren, kamen sie fortan aus allen Regionen des Reiches, vor allem aber aus dem recht unzivilisierten Pannonien und dem Illyricum.
Die Legionen in der Provinz Syria hatten jedoch Mitte April ihren Kommandeur Pescennius Niger als Kaiser ausgerufen, während der Kandidat der in Britannien stationierten Truppen Clodius Albinus war. Septimius musste um die Macht kämpfen und stellte sich demonstrativ in die Nachfolge des ermordeten Pertinax. Auf dem Verhandlungsweg gelang es ihm, Clodius Albinus auf seine Seite zu ziehen, indem er ihn zum Caesar und damit zum künftigen Nachfolger erhob. Darauf konnte er sich Pescennius Niger zuwenden. Dessen Truppen wurden 193/194 in Thrakien und Kleinasien geschlagen. Bei Issos unterlag Niger im März 194 und geriet in Gefangenschaft, in der er kurz darauf getötet wurde. Städte, die zu Niger gehalten hatten, wie Antiochia am Orontes und Byzantion, wurden hart bestraft. Die Provinz Syria wurde zweigeteilt, um eine Machtkonzentration in den Händen des Statthalters zu verhindern. Es kam auch zu einer begrenzten Christenverfolgung.

### Septimius Severus als Kaiser

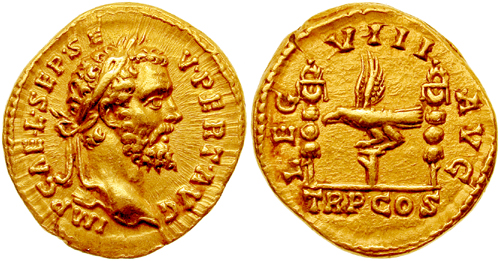
Aureus des Septimius Severus

#### Militärische Erfolge im Osten
Septimius Severus blieb nach seinem Sieg über Niger im Osten und führte 195 sowie 197/198 erfolgreich Krieg gegen die Parther. 195 diente die Unterstützung des Niger durch parthische Vasallen als Vorwand für die erfolgreich verlaufende expeditio Parthica. Dieser Partherkrieg richtete sich nicht gegen die Parther selbst, sondern nur gegen einige mit diesen verbündete Kleinkönige. Im Verlauf des Feldzugs kamen die Herrschaften Adiabene und Osrhoene, die schon zuvor unter römischem Einfluss gestanden hatten, endgültig unter die Kontrolle Roms.

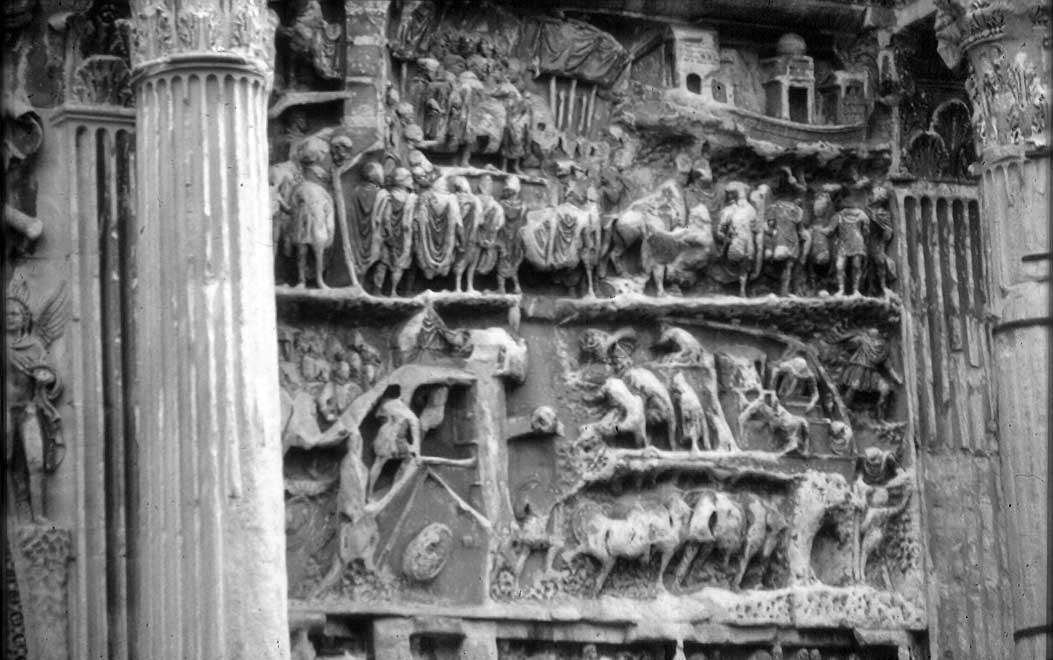
Belagerung von Ktesiphon am Septimius-Severus-Bogen

Nach dem Sieg über Albinus (siehe unten) wurden 197 für einen zweiten Partherkrieg drei neue Legionen ausgehoben (Parthica I, II und III). Die römische Offensive richtete sich diesmal gegen das eigentliche Partherreich, das offenbar durch innere Wirren geschwächt war. So stießen die Römer auf keinen organisierten Widerstand, als sie in Mesopotamien flussabwärts vorrückten. Die parthische Hauptstadt Ktesiphon wurde wohl Ende 197 (oder Anfang 198) gestürmt und geplündert; der arsakidische Partherkönig Vologaeses V., der über kein nennenswertes stehendes Heer verfügte, hatte sich zuvor in das iranische Hochland zurückgezogen, um dort das Adelsaufgebot zu versammeln. Bevor es zu einem Gegenangriff kommen konnte, hatten sich die Römer aber bereits wieder flussaufwärts zurückgezogen. Nach Cassius Dio sollen dabei 100.000 Gefangene mitgeführt worden sein. Diese Erfolge im Osten wurden später auf dem Septimius-Severus-Bogen verewigt. Anfang 198 nahm Severus den Beinamen Parthicus maximus an, der auch auf Münzen geprägt wurde; diesen Titel hatte vor ihm bereits Trajan getragen, als dessen Nachfolger Septimius sich nun darstellte. Seinen Sohn Caracalla erhob er nun zum Augustus, Geta zum Caesar und somit zu (untergeordneten) Mitherrschern; Geta sollte erst 209 ebenfalls zum Augustus erhoben werden.
An eine Eroberung des Partherreichs war allerdings nicht zu denken; Severus hatte die königliche Armee ja gar nicht zur Schlacht gestellt. Stattdessen wandte er sich wieder Nordmesopotamien zu, doch zwei Vorstöße gegen das strategisch wichtige, mit den Parthern verbündete Hatra scheiterten, und der Kaiser musste sich geschlagen von der Stadt zurückziehen. Dennoch entschied man sich, Nordmesopotamien, das wohl bereits seit dem Feldzug des Lucius Verus unter römischem Einfluss gestanden hatte, nun offiziell in das Imperium Romanum einzugliedern.

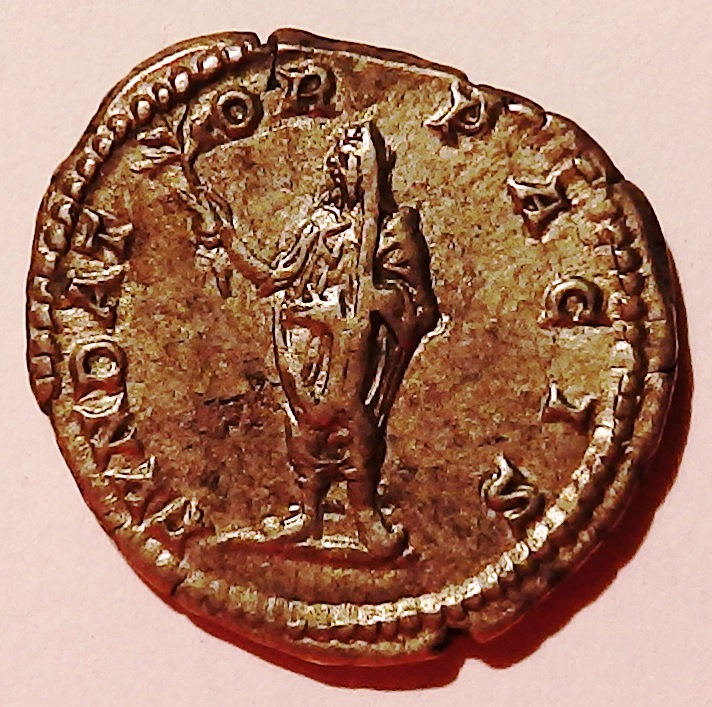
Denar des Septimius Severus mit Umschrift FVNDATOR PACIS (Begründer des Friedens)

Spätestens im Jahr 200 richtete Severus daher die neue Provinz Mesopotamia ein und belegte sie mit zwei neu aufgestellten Legionen. Damit reichte das Römische Reich im Osten nun bis an den Tigris. Die Einrichtung der beiden östlich des Euphrat gelegenen Provinzen Osrhoene und Mesopotamia stellte für die Arsakiden allerdings eine inakzeptable Provokation dar; in den folgenden vier Jahrhunderten sollten sie und ihre Nachfolger, das Sassanidenreich, immer wieder versuchen, die Römer aus Mesopotamien zu vertreiben und wieder den Euphrat als Grenze zu etablieren: Mit der relativen Ruhe an der römischen Ostgrenze war es daher fortan vorbei. Bereits Cassius Dio betrachtete die Einrichtung der mesopotamischen Provinzen daher als schweren Fehler.
Im Anschluss an den Partherkrieg blieb Septimius Severus noch einige Zeit im Osten. Er besuchte im Winter 199/200 Alexandria und Ägypten.
Anschließend begab sich der Kaiser 202 nach Rom. Auf einen Triumphzug verzichtete er demonstrativ, angeblich, da er nicht den Eindruck erwecken wollte, in Wahrheit über seine Bürgerkriegsgegner zu triumphieren. Einen Triumphbogen ließ er sich allerdings, wie erwähnt, trotzdem errichten.

#### Innenpolitik
Die Beziehungen des Kaisers zum römischen Senat waren gespannt. Er machte sich dadurch unbeliebt, dass er die Kompetenzen des Senats, der zwar bereits seit Augustus die reale Macht verloren, aber formal noch immer die res publica regiert hatte (siehe Prinzipat), weiter beschränkte.
195 erhob sich Clodius Albinus, der sich offenbar mehr von seiner Vereinbarung mit Septimius versprochen hatte und über eine große Anhängerschaft im Senat verfügte, als deutlich wurde, dass Septimius nicht ihn, sondern seine beiden eigenen Söhne als Nachfolger vorgesehen hatte. Albinus wurde zum Staatsfeind (hostis publicus) erklärt und zog seinerseits mit einer Armee nach Gallien, wo er Anfang 197 jedoch in einer Schlacht in der Nähe von Lugdunum unterlag und Selbstmord beging. Hatte Severus nach dem Sieg über Niger noch die Senatoren unter dessen Anhängern geschont, ließ er nun viele Aristokraten töten. Mehrere Anhänger des Albinus, darunter Sulpicianus, verloren im Zusammenhang mit dessen Erhebung ihr Leben. Dies brachte Severus den Hass vieler Senatoren ein.
Fortan war Septimius Severus endgültig Alleinherrscher des Reiches. Nun gewann das consilium principis an Bedeutung, in welchem vor allem Juristen aus dem Ritterstand den Ton angaben. Fortan spielten die Ritter (equites) in Verwaltung und Militär eine zunehmend wichtige Rolle. Die Heranziehung von ritterlichen Juristen sollte auch für die Entwicklung des römischen Rechts von Bedeutung sein; und die Legionen, die Septimius neu aufstellte, wurden von Rittern kommandiert und nicht, wie zuvor üblich, von Senatoren. Damit wurde eine Entwicklung eingeleitet, die schließlich zum Ausschluss der Senatoren von militärischen Befehlshaberstellen unter Gallienus (um 260) führen sollte.
Demonstrativ wurde 202 die Legio II Parthica bei Rom stationiert und damit die (angesichts der Anwesenheit der Prätorianer ohnehin nur scheinbare) Demilitarisierung Italiens beendet. Die beiden anderen für den Partherkrieg neu ausgehobenen Legionen (Legio I Parthica und Legio III Parthica) blieben in Mesopotamien stationiert.
Septimius versuchte, die ihm ergebenen Truppen großzügig zu belohnen, was allerdings zur Geldentwertung beitrug. Um 194 ließ er den Silbergehalt des Denars um ein Drittel verringern. Dadurch konnte er die Geldmenge ausweiten. Den Jahressold der Legionäre konnte er so von einst 250 auf 500 Denare anheben. Die Kaufkraft des Denars sank gegenüber dem Wert zur Zeit des Augustus allerdings um die Hälfte.
Den Soldaten gestattete er erstmals rechtsgültige Eheschließungen während der Dienstzeit, und besonders verdiente Centurionen konnten nun die ritterliche Laufbahn einschlagen und so sozial weiter aufsteigen. Daneben wurde die Macht der einzelnen Militärführer eingeschränkt, indem einzelne Kommandeure bzw. Statthalter nun weniger Legionen unter ihrem Kommando hatten; die Zeit, in der mehrere Legionen in einer Provinz stationiert gewesen waren, war vorbei.
Offensichtlicher als die Kaiser vor ihm markierte Severus die Armee als die eigentliche und vornehmliche Stütze seiner Macht. Der Sold der Soldaten, der über mehr als einhundert Jahre unverändert geblieben war, wurde vom Bürgerkriegssieger nun schrittweise verdoppelt, was angesichts des Umstandes, dass der Unterhalt des Heeres bereits zuvor etwa zwei Drittel des römischen Staatshaushaltes verschlungen hatte, zu einer gewaltigen finanziellen Belastung führte. Severus und sein Nachfolger Caracalla erhöhten daher den Steuerdruck massiv.

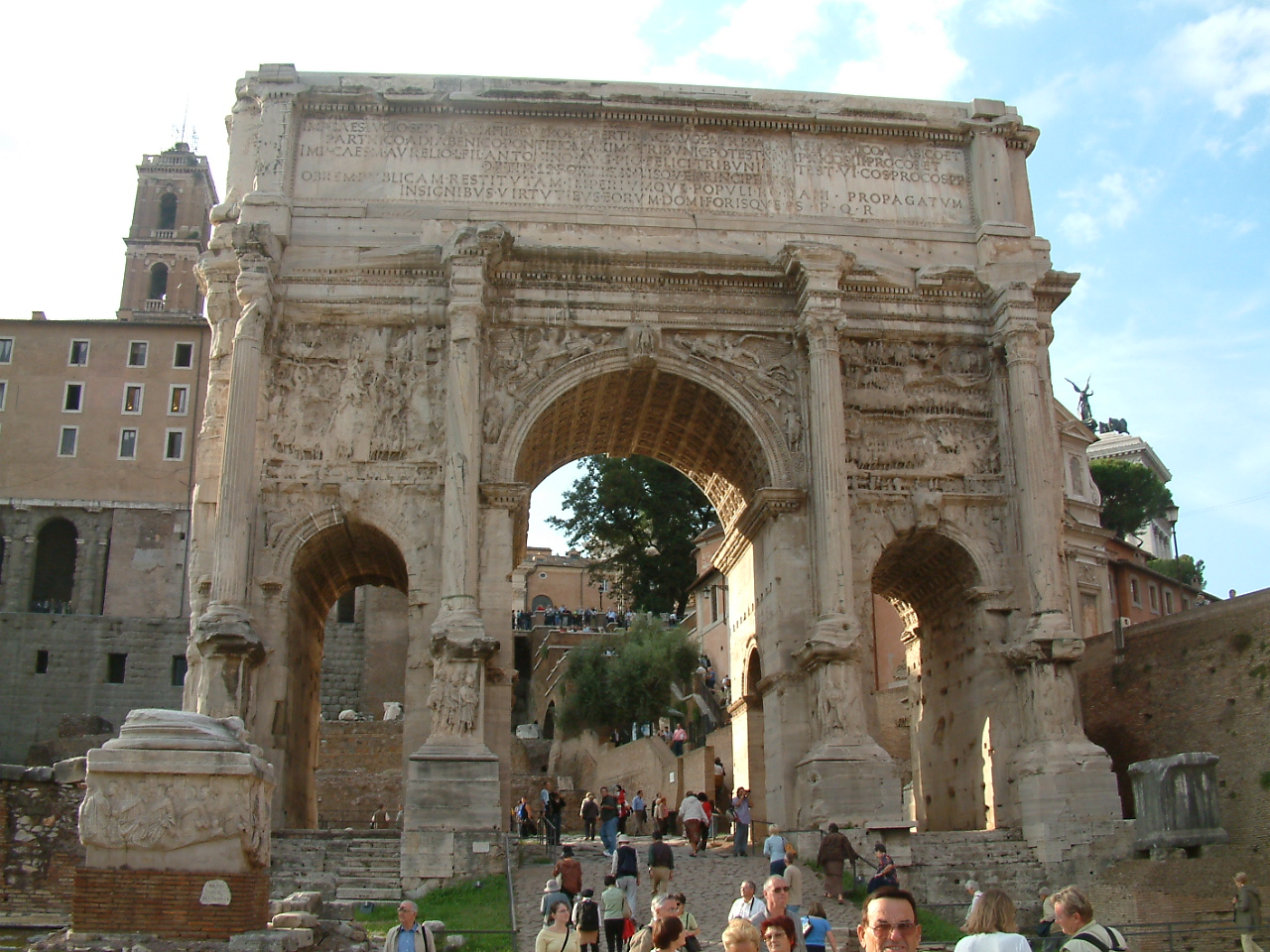
Triumphbogen des Septimius Severus auf dem Forum Romanum in Rom

Trotz der Strenge seiner Herrschaft war Septimius bei der Bevölkerung Roms beliebt und hielt formell an der Prinzipatsideologie fest, der zufolge er kein Monarch, sondern lediglich ein Beschützer der Republik sei. Er dämmte demonstrativ die Korruption ein und bekämpfte das Räuberwesen in Italien. Als er von seinem Sieg über die Parther zurückkehrte, ließ er einen Triumphbogen errichten, der sich bis heute erhalten hat und seinen Namen trägt. Ein umfangreiches Bauprogramm wurde initiiert, von dem die Bevölkerung Roms beträchtlich profitierte. Zudem ließ er kostenlos Olivenöl an viele Einwohner verteilen. Für seine Erfolge ließ er sich an einem Feueraltar opfernd mit der Umschrift „Wiedererrichter der Stadt“ (Restitutor urbis) auf einer Münze feiern. 204 richtete er in Rom zudem prächtige ludi saeculares aus, deren Ablauf in einer großen, auf dem Marsfeld errichteten Inschrift detailliert festgehalten wurde.

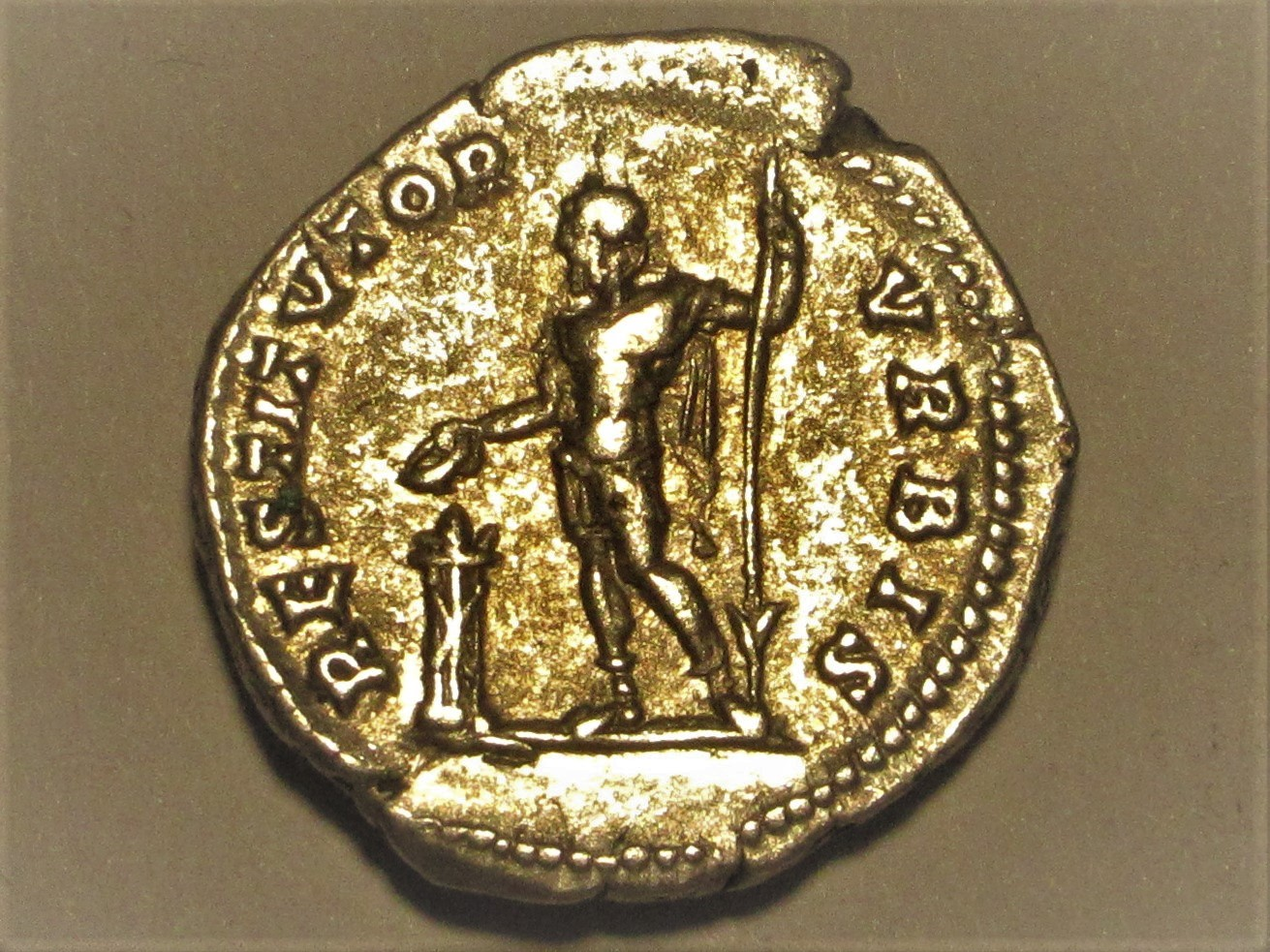
Septimius Severus als Restitutor urbis auf Denar, Kampmann 49.159.2

Septimius Severus bemühte sich insgesamt vor allem um eine innenpolitische Stabilisierung seiner Herrschaft, die er ursprünglich einer Usurpation verdankte. Um seine Autorität gegenüber dem Heer, von dem er für alle sichtbar abhängig war, wahren zu können, setzte er verstärkt auf eine dynastische Legitimation. In diesen Zusammenhang gehört seine fiktive Adoption durch Kaiser Mark Aurel, an den er damit anknüpfen wollte. Daher rehabilitierte er den beim Senat verhassten, beim Heer hingegen beliebten Commodus, ließ ihn sogar unter die Götter erheben und nannte sich divi Marci filius, divi Commodi frater, also „Sohn des vergöttlichten Markus und Bruder des vergöttlichten Commodus“. Außerdem erbte er durch die fiktive Adoption das Privatvermögen des Commodus. Seinem älteren Sohn Caracalla, seit 198 Augustus, gab er den neuen Namen Marcus Aurelius Antoninus, um so ebenfalls an das „goldene Zeitalter“ der Antonine anzuknüpfen. Hinzu kam der Versuch, die Herrscherfamilie als „göttliches Haus“ (domus divina) mit einem sakralen Charakter zu versehen. Als erster römischer Kaiser ließ sich Septimius Severus so mit einem Nimbus darstellen und wies damit bereits auf die Spätantike voraus.

#### Christenverfolgung
Septimius Severus behielt die römische Christenpolitik seiner Vorgänger bei. Die am Hof lebenden Christen wurden nicht bedrängt. 
Einzelne Aktionen gegen Christen waren regional veranlasst, etwa in Kappadokien und Syrien. Im Wesentlichen hing es von den jeweiligen Statthaltern ab, wie sie die für Christen stets bedrohliche Rechtslage handhabten. Diese Bedrohung konnte ausgenützt werden: In Karthago wurden Christen von Nichtchristen geradezu erpresst: Sie zahlten Schweigegeld, um nicht als Christen angezeigt – und dann eventuell getötet – zu werden. Karthago und die umliegende Provinz Nordafrika sowie Ägypten waren damals die „Brennpunkte der Christenverfolgung“.
In Ägypten kam es 202/3 zu Pogromen unter dem Präfekten Quintus Maecius Laetus. Ein prominentes Opfer war der Vater von Origenes: Leonides. Sein Vermögen wurde beschlagnahmt, so dass seine Frau mit ihren sieben Kindern verarmt zurückblieb. 206 war auch Origenes selbst bedroht, konnte sich aber verstecken. Mehrere seiner Schüler wurden als Christen verurteilt und getötet.
In Karthago wirkte der Jurist Tertullian um 200. Er thematisierte mehrmals die Christenverfolgungen. Einige der Märtyrer blieben durch den Bericht über die beiden Frauen Perpetua und Felicitas in Erinnerung. Eine ganze Reihe von Christen wurde zum Tod durch wilde Tiere (damnatio ad bestias) verurteilt.

#### Letzte Jahre und Tod

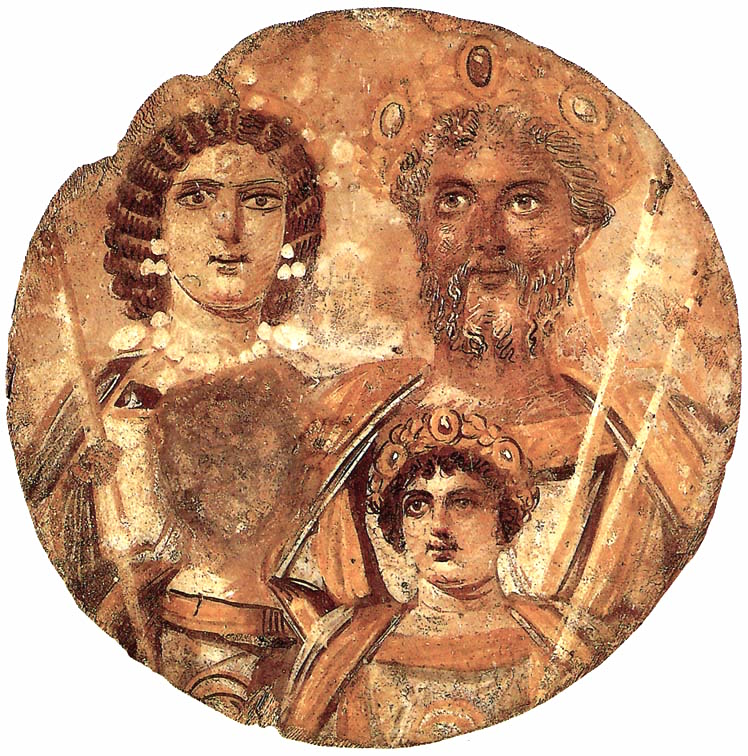
Septimius Severus mit seiner Familie auf einem zeitgenössischen Gemälde. Getas Gesicht wurde nach seiner Ermordung getilgt.

In den letzten Jahren seiner Herrschaft unternahm Septimius Severus mehrere Feldzüge zum Erhalt des römischen Machtanspruches in Britannien; zudem sollten seine Söhne und designierten Nachfolger durch militärische Erfolge die Treue der Truppen erwerben. 208 reiste der bereits schwer von Gicht geplagte Kaiser zusammen mit seinen Söhnen Caracalla und Geta, die angeblich seit ihrer Jugend unerbittlich verfeindet waren, nach Britannien. Geta erhielt 209 die zivile Kontrolle über die Provinz, Caracalla den Oberbefehl über das Heer. Das römische Heer stieß von Eboracum weit nach Norden vor und scheint einen blutigen Feldzug geführt zu haben. Der Kaiser befahl zur Grenzsicherung die Renovierung des Hadrianswalls. Schließlich starb er in Eboracum am 4. Februar 211. Seine letzten Worte an seine beiden Söhne sollen gelautet haben: „Seid einig, bereichert die Soldaten und verachtet alle anderen.“
Nach seinem Tod wurde er durch den Senat zum Gott (divus) erklärt. Seine Nachfolge traten Caracalla und Geta an, die beide bereits den Titel Augustus führten und deren Feindschaft nun offen zu Tage trat. Der machtbewusste Caracalla ermordete Geta bald darauf und trat Ende 211 oder Anfang 212 die alleinige Nachfolge seines Vaters an. Wie dieser suchte er vor allem die Unterstützung des Heeres zu gewinnen.

## Bilanz

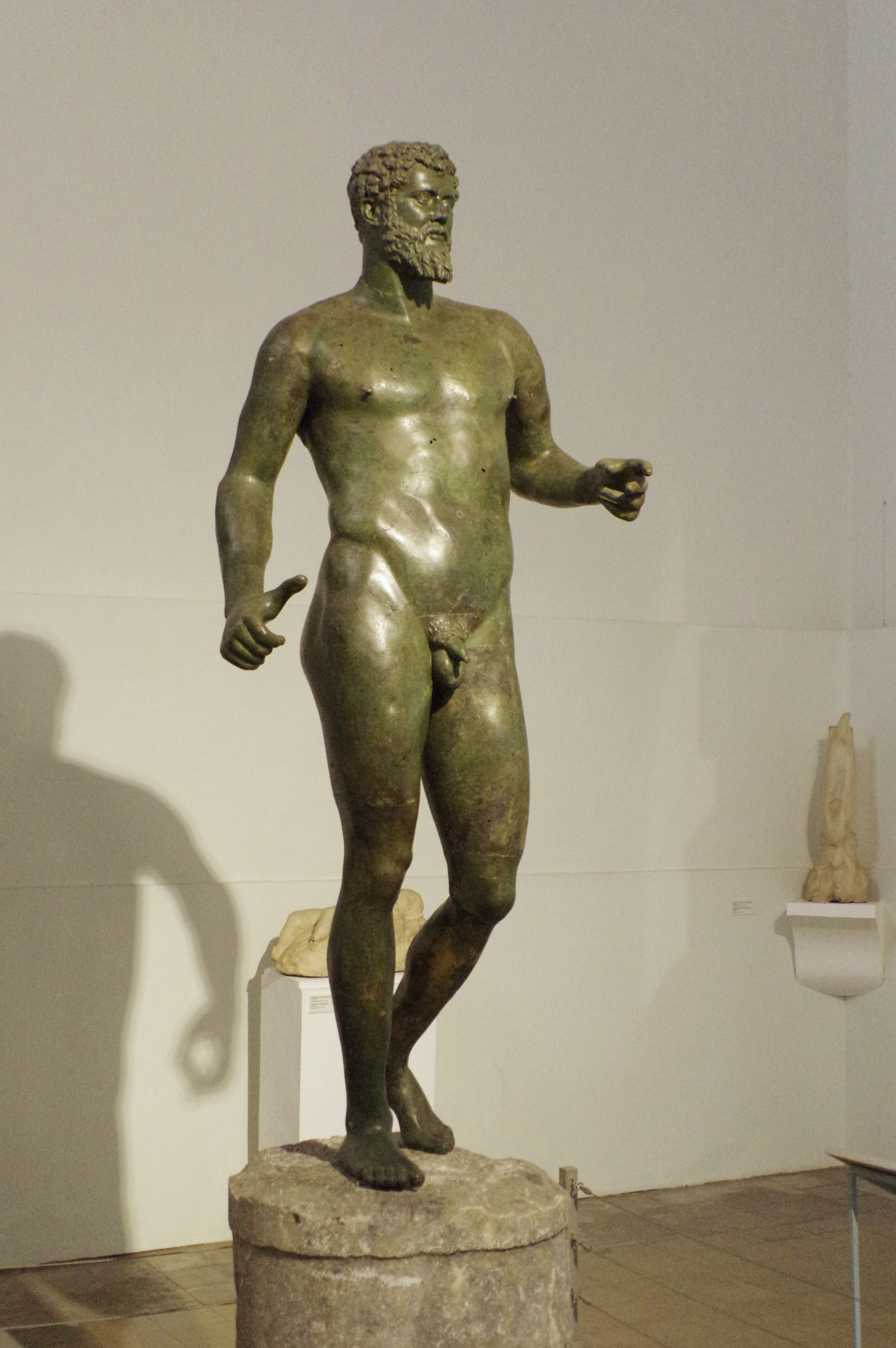
Überlebensgroße Bronzestatue des Septimius Severus in göttlicher Nacktheit, Zypernmuseum, Nikosia

Die Herrschaft des Septimius Severus hat sich trotz mancher Schrecken für den Senat und die Christen zunächst stabilisierend auf das Reich ausgewirkt. Er sicherte die Grenzen. Die Provinzen und die Wirtschaft profitierten anfangs von der Ruhe im Reich, wenngleich vor allem die Städte unter den erhöhten Steuern stöhnten und sich Anzeichen für eine ökonomische Krise mehrten. Die verstärkte Verdrängung von Senatoren aus der Reichsführung gilt vielen Forschern mehr als folgerichtige Maßnahme denn als wirkliche Neuerung. Doch gerade die Ausschaltung des Senats und die Bevorzugung des Militärs brachten Septimius Severus vor allem in der senatorischen Geschichtsschreibung einen schlechten Ruf ein. Zweifellos ist der Aufstieg dieses romanisierten Nordafrikaners bis zum Kaisertum bemerkenswert. Seine Regierungszeit erscheint daher manchem Historiker gerade im Hinblick auf die Wirren kurz vor seiner Thronbesteigung sowie auf die nachfolgende Zeit der „Reichskrise des 3. Jahrhunderts“ durchaus als eine eher positive.
Andererseits markierte die Regierung des Severus mit ihrer Offenlegung der Abhängigkeit des Herrschers vom Wohlwollen der Armee eine Zäsur, denn damit wurde eine Entwicklung eingeleitet, die unter den Soldatenkaisern, die nach Belieben von den Truppen eingesetzt und gestürzt wurden, ihren Höhepunkt erreichen sollte. Der Usurpator Severus versuchte mit allen Mitteln und ohne Rücksicht auf Verluste, sich an der Macht zu halten; dennoch konnte er den von ihm verantworteten Ansehensverlust des Kaisertums nicht dauerhaft ausgleichen. Nicht zuletzt die damit zusammenhängende Finanzpolitik des Severus, die zu einem massiv erhöhten Steuerdruck führte, sollte für die folgende Zeit verhängnisvolle Folgen haben. Letztlich stellt sich also die Frage, ob Severus das Eintreten der „Reichskrise“ verzögerte oder vielmehr mit auslöste.